# کارتو انجام بده (ترانه ریانا)
«کارتو انجام بده» (انگلیسی: Do Ya Thang) یک ترانه از خواننده اهل باربادوس ریانا است که از نسخه دیلاکس ششمین آلبوم استودیویی او، تاک دت تاک (۲۰۱۱) برگرفته شده‌است. این ترانه توسط د-دریم و خود ریانا نوشته شده و توسط کوک هارل و د-دریم تهیه شده‌است. «کارتو انجام بده» یک ثر آراندبی با تأثیرات گرفته‌شده از موسیقی دهه ۱۹۸۰ میلادی است.